# Kim Kielsen
Kim Kielsen (Paamiut, 30 novembre 1966) è un politico groenlandese, primo ministro della Groenlandia dal 2014 al 2021.

## Biografia

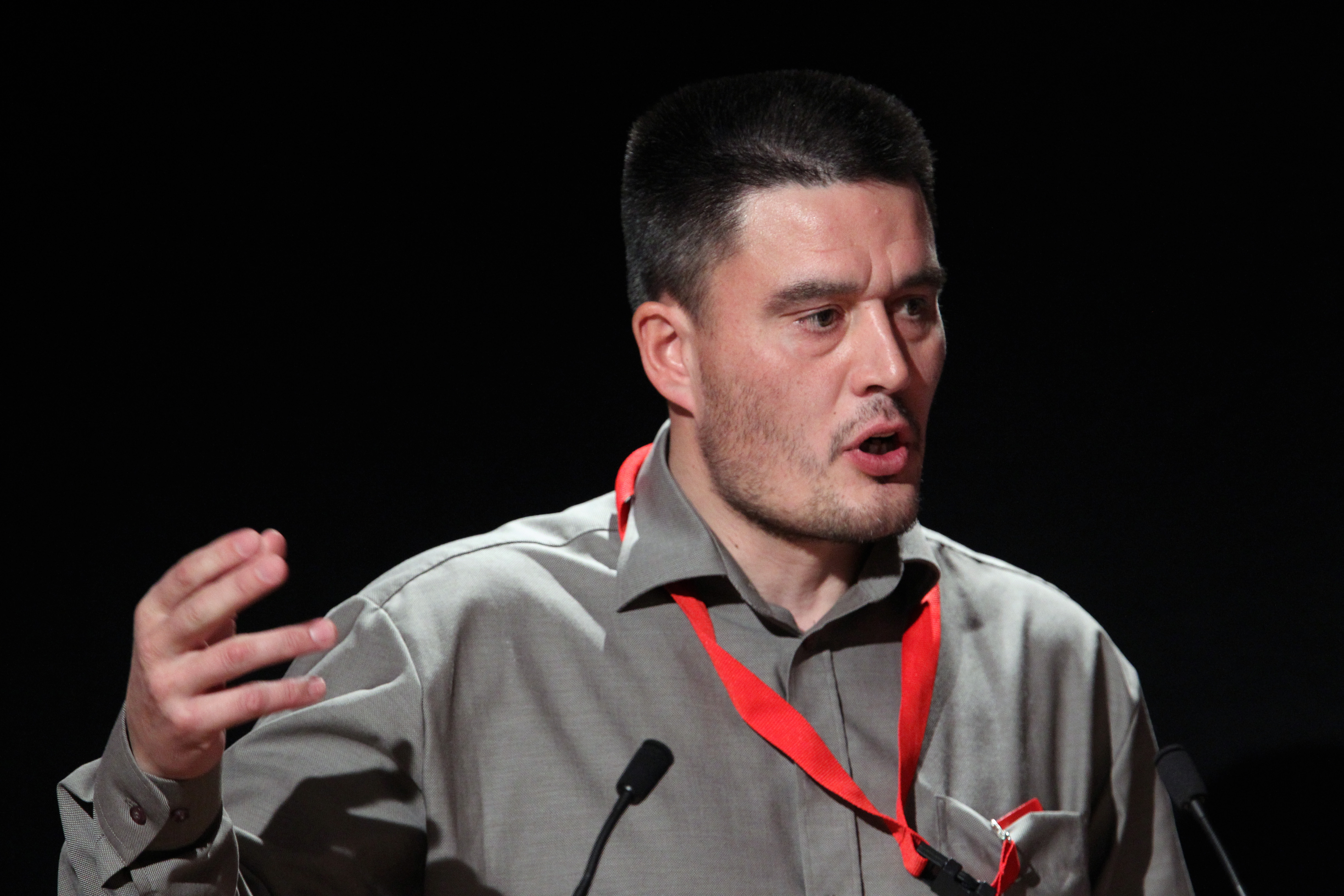
Kim Kielsen a Reykjavík nel 2010

Dopo una carriera nella marina mercantile e come poliziotto, nel 2005 viene eletto al Landsting nelle liste del partito socialdemocratico Siumut. Dopo aver servito da ministro per la cooperazione nordica e da ministro per lo sviluppo nel governo Hammond fra il 2013 e il 2014, viene nominato primo ministro ad interim nell'ottobre 2014 e confermato nelle elezioni legislative del dicembre successivo.
Ha terminato il suo mandato il 23 aprile 2021, a seguito delle elezioni parlamentari, che hanno visto l’affermarsi del partito indipendentista di sinistra Inuit Ataqatigiit. Gli è succeduto Múte Bourup Egede.

## Vita privata
È sposato con Judithe Kielsen. La coppia ha due figli.